# ستويان ملادينوف
ستويان ملادينوف هو لاعب كرة قدم بلغاري في مركز الوسط، ولد في 10 فبراير 1975 في بلغاريا. لعب مع لاسك لينتس.